# Beaverton (Alabama)
Beaverton é uma cidade  localizada no estado americano do Alabama, no Condado de Lamar.

## Demografia
Segundo o censo americano de 2000, a sua população era de 226 habitantes. 
Em 2006, foi estimada uma população de 209, um decréscimo de 17 (-7.5%).

## Geografia
De acordo com o United States Census Bureau, a localidade tem uma área de 11,9 km², sem área coberta por água.

## Localidades na vizinhança
O diagrama seguinte representa as localidades num raio de 24 km ao redor de Beaverton. 